# Aisling Walsh
Aisling Walsh (Dublino, 1958) è una regista e sceneggiatrice irlandese.

## Biografia
Attiva dalla metà degli anni ottanta, Aisling Walsh è la regista di quattro film, tra cui Angeli ribelli e Maudie - Una vita a colori, per cui ha vinto il Canadian Screen Award per la miglior regia. Nel 2019 dirige Glenda Jackson nel film televisivo Elizabeth Is Missing.
Vive a Londra.

## Filmografia parziale

### Regista

#### Cinema
- Angeli ribelli (Song for a Raggy Boy) (2003)
- Daisy vuole solo giocare (The Daisy Chain) (2008)
- Maudie - Una vita a colori (Maudie) (2016)

#### Televisione
- Metropolitan Police (The Bill) - serie TV, 14 episodi (1991-1994)
- Fingersmith - serie TV, 3 episodi (2005)
- Il commissario Wallander (Wallander) - serie TV, 1 episodio (2010)
- Elizabeth Is Missing - film TV (2019)
- Miss Austen – miniserie TV (2025)

### Sceneggiatrice
- Angeli ribelli (Song for a Raggy Boy), regia di Aisling Walsh (2003)